# Jochtrüffelartige
Die Jochtrüffelartigen (Glomerales) sind eine Ordnung von Pilzen, die eine Symbiose (Mycorrhiza) mit sehr vielen Pflanzen bilden.

## Merkmale
Die Pilze bilden im Boden und in den Pflanzenwurzeln unseptierte Hyphen, nur bei älteren Hyphen können Septen gebildet werden, wenn das Zytoplasma zurückgebildet wird, oder um die Sporen abzuschnüren.
Innerhalb der Wurzelzellen werden Vesikel oder Arbuskel gebildet. Die ungeschlechtliche Vermehrung erfolgt durch Chlamydosporen (von Morton & Redecker (2001) glomoide Sporen genannt), die meist terminal, also endständig gebildet werden, manchmal werden sie auch interkalar gebildet. Die Sporen können einzeln, in Bündeln oder in Sporokarpien gebildet werden.
Von anderen Ordnungen der Glomeromycota unterscheiden sie sich genetisch: Sie besitzen die ssu rRNA Gensequenz YTRRY/2-5/RYYARGTYGNCARCTTCTTAGAGGGACTATCGGTGTYTAACCGRTGG, die der homologen Position 1353 der Saccharomyces cerevisiae SSU rRNA Sequenz J01353 entspricht.

## Ökologie und Lebensweise
Die Pilze sind fast immer hypogäisch, d. h. im Boden wachsend, selten auch epigäisch, also auf der Bodenoberfläche wachsend. Sie bilden immer eine Mycorrhiza-Symbiose mit einer Vielzahl an Pflanzenarten. Sie liefern den Pflanzen Nährstoffe (v. a. Phosphor) und Wasser und erhalten ihrerseits einen Teil der durch die Photosynthese erzeugten Assimilate. Charakteristischerweise bilden sie in den Wurzeln sogenannte Vesikel und Arbuskel.

## Systematik
Da die Jochtrüffelartigen nur wenige morphologische Merkmale zur Unterscheidung haben, wurden die meisten Arten zur Gattung Glomus gezählt. Mit molekularbiologischen Methoden wurde festgestellt, dass die Gattung polyphyletisch ist. Nun werden die Arten auf acht Gattungen in zwei Familien aufgeteilt:
- Jochtrüffelverwandte (Glomeraceae)
  - Dominikia
  - Funneliformis: früher zu Glomus gehörig, Arten der Klade um Glomus mosseae (Glomus Aa-Gruppe)
  - Glomus
  - Kamienskia
  - Rhizophagus: früher zu Glomus gehörig, Arten der Klade um Glomus intraradices (Glomus Ab-Gruppe)
  - Sclerocystis: basale Arten der in früheren Glomus Ab-Gruppe
  - Septoglomus
- Claroideoglomeraceae
  - Claroideoglomus: frühere Glomus B-Gruppe, (Glomus claroideum-Klade)